# ۲۴ آذر
۲۴ آذر دویست و هفتادمین روز سال در گاه‌شماری خورشیدی است. به پایان سال ۹۵ روز (۹۶ روز در سال کبیسه) باقی‌است.

## مناسبت‌ها
- اوج بارش شهابی جوزایی در بعضی سالها

## رویدادها
- ۱۱۵۷ - زمین‌لرزه ۱۱۵۷ کاشان
- ۱۳۰۴ - آغاز پادشاهی رضاشاه
- ۱۳۲۵ - پایان غائله آذربایجان
- ۱۳۵۷ - حادثهٔ خونبار مسجد ملک کرمان (مسجد امام خمینی حاضر). در این تاریخ در مسجد ذکرشده اجتماع عظیمی برپا شد. بعد از این تجمع، مردم راهپیمایی علیه رژیم حاکم (محمدرضا شاه پهلوی) را به سمت مسجد صاحب‌الزمان آغاز کردند که در چهارراه امام خمینی کرمان مأموران جلوی حرکت مردم را گرفتند و تعدادی از تظاهرکنندگان کشته و مجروح شدند. در این درگیری «فرامرز دادبین»، «غلامحسین مهدوی» و سید «حسین حسینی» کشته شدند.[۱]
- ۱۳۶۱ - صادر شدن فرمان هشت‌ماده‌ای سید روح‌الله خمینی
- ۱۳۸۹ - بمب‌گذاری ۱۳۸۹ در چابهار
- ۱۳۹۱ - غلامحسین حیدری، رئیس کل دادگستری استان یزد، از اجرای حکم حد اسلامی و قطع چهار انگشت دست دو نفر در یزد و در ملاء عام خبر داد
- ۱۳۹۸ - کشف جسد ارشاد رحمانیان
- ۱۴۰۱ - کشف جسد دنیا فرهادی
- ۱۴۰۲ - حمله به مقر فرماندهی انتظامی راسک

## زادروزها
- ۱۳۱۴ - جلال شباهنگی، نقاش
- ۱۳۱۸ - ناصر طهماسب، دوبلور
- ۱۳۲۳ - محمود عزیزی، بازیگر و نویسنده
- ۱۳۲۹ - حسین همدانی، نظامی

## درگذشتگان
- ۱۳۸۷ - رضا ارحام صدر، کمدین
- ۱۴۰۰ - علی‌محمد ایزدی، وزیر کشاورزی در کابینه مهدی بازرگان